# Tatum Dagelet
Tatum Dagelet (Amsterdam, 25 februari 1975) is een Nederlandse actrice en presentatrice.

## Biografie
Dagelet is de dochter van acteur Hans Dagelet en Elly Vermeulen. Dokus Dagelet is haar zus, Monk, Mingus Dagelet en Charlie Chan Dagelet zijn haar halfbroers en halfzus. Ze volgde de havo en ging in 1994 naar de Hogeschool voor de Kunsten in Utrecht. Haar filmdebuut was een rol in Amsterdamned (1988) en ze speelde vervolgens in Voor een verloren soldaat (1992). Daarnaast had Dagelet rollen in videoclips (zoals Hakkûhbar met gabbertje Ruben van der Meer) en theaterproducties, en diverse bijrollen in Nederlandse televisieseries, waaronder Toen was geluk heel gewoon (seizoen 3, aflevering 'Oudere jongeren'), Fort Alpha en We zijn weer thuis. In 2013 speelde ze de hoofdrol in Leve Boerenliefde van Steven de Jong.  In 2017 reed ze in het televisieprogramma De gevaarlijkste wegen van de wereld van BNN met een terreinwagen van Lake Turkana naar de Keniaanse hoofdstad Nairobi.
In 1997 en 1998 presenteerde Dagelet samen met Jennifer de Jong bij SBS6 het programma Brutale Meiden, en had ze een rol in de televisiefilm Ochtendzwemmers (2001). Ook had ze een rol in Brutale Moeders (2005), het lang verwachte vervolg op het programma Brutale Meiden.
In 2017 was ze te zien in het programma Celebrity Stand-Up en in 2018 in het programma The Roast of Johnny de Mol.
Sinds 2019 presenteert ze het programma Van Vader naar Moeder.
In 2019 deed ze mee aan het programma Maestro. In 2021 deed ze mee aan De Alleskunner VIPS.
In 2022 deed Dagelet samen met haar halfbroer Mingus Dagelet mee aan het programma Hunted. In datzelfde jaar deed ze mee aan het televisieprogramma Waku Waku. In 2023 deed Dagelet mee aan het televisieprogramma Het perfecte plaatje in Zuid-Afrika.
In 2024 deed Dagelet samen met Marit van Bohemen mee aan het televisieprogramma Code van Coppens: De wraak van de Belgen. In datzelfde jaar deed ze mee aan het televisieprogramma Moordfeest. Ook was Dagelet in 2024 een van de bekende Nederlanders in het kinderprogramma De Faker en deed ze mee aan het televisieprogramma Oh, wat een jaar!. In 2025 deed Dagelet samen met Thomas van Luyn mee aan het televisieprogramma Voor het blok.

## Relaties
Op 8 september 2000 trouwde Dagelet met toenmalig 3FM-dj Ruud de Wild, met wie zij sinds 2003 een dochter heeft. In 2004 werd het huwelijk ontbonden. Van 2008 tot 2015 had zij een relatie met voetballer Daniël de Ridder. Over de scheiding met De Wild en wat er in het algemeen komt kijken bij een echtscheiding met kinderen schreef zij in 2011 het boek Drinken, vloeken en hopen dat je bemind wordt.